# دیوار قطب جنوب

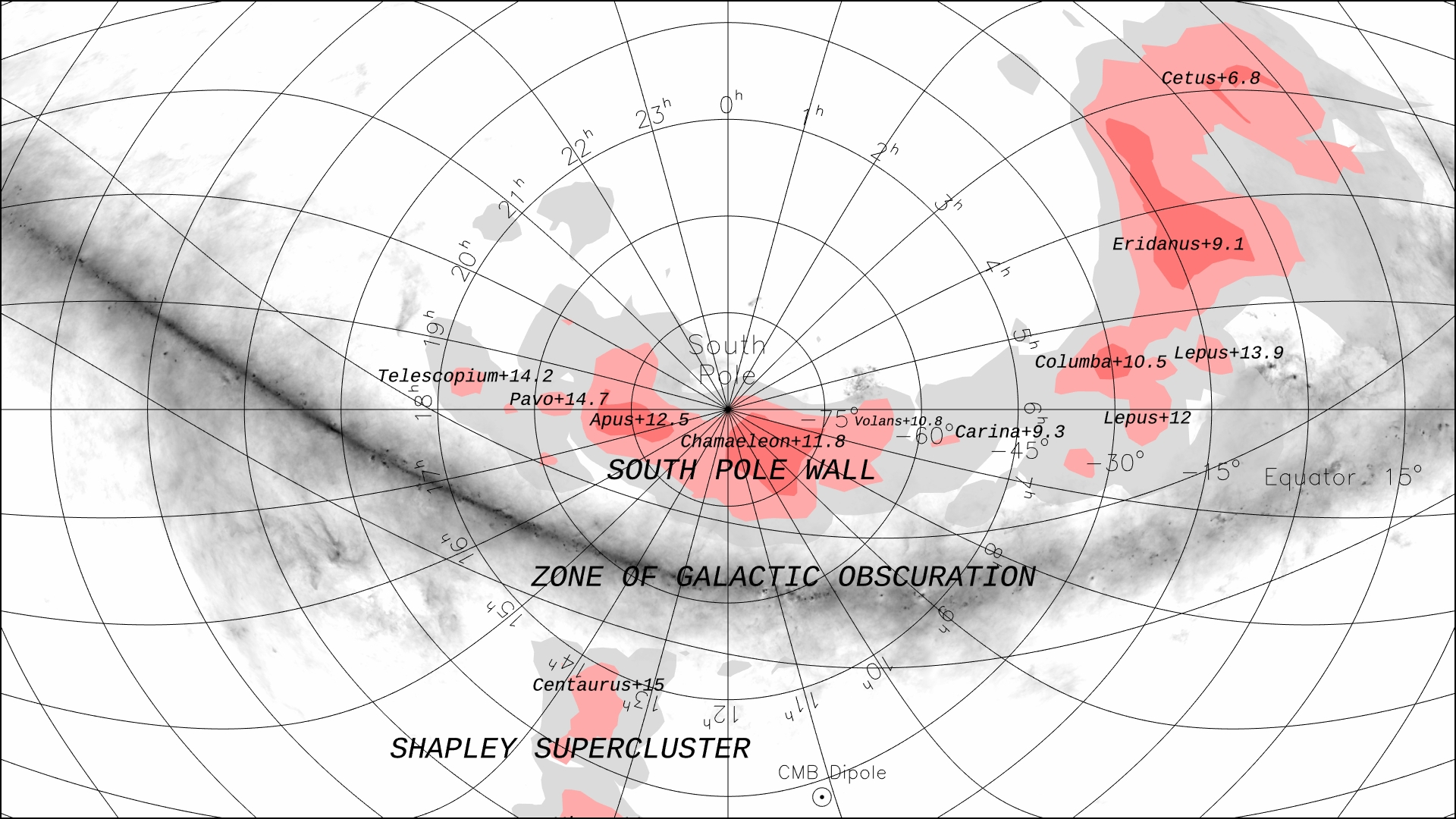
A projection of the South Pole Wall in celestial coordinates.

دیوار قطب جنوب (انگلیسی: South Pole Wall) یا (SPW) یک ساختار کیهانی عظیم یا (ابرخوشه کهکشانی) است که توسط یک دیوار غول پیکر از کهکشان‌ها و  رشته‌کهکشان‌ها تشکیل شده‌است که در عرض دست کم ۱٫۳۷ میلیارد سال نوری در فضا، نزدیکترین نور (و در نتیجه بخشی) گسترش یافته و حدود نیم میلیارد سال نوری سن دارد. این سازه، در ابعاد نجومی خود، در پنج مکان شناخته شده از جمله یکی در بسیار نزدیکی به نیم‌کره جنوبی آسمانی متراکم است و به گفته تیم بین‌المللی اخترشناسان که دیوار قطب جنوب را کشف کردند"... بزرگترین ویژگی پیوسته در حجم محلی و قابل مقایسه با دیوار بزرگ اسلون در نیمی از فاصله…» است. کشف آن توسط دانیل پومارد از دانشگاه پاریس-ساکلی و آر. برنت تالی و همکارانش از دانشگاه هاوایی در ژوئیه ۲۰۲۰ اعلام شد.پومارد توضیح می‌دهد "شاید بتوان تعجب کرد که چگونه چنین ساختار بزرگ و نه چندان دوری مورد توجه قرار نگرفته‌است. این به دلیل قرار گرفتن آن در منطقه‌ای از آسمان است که به‌طور کامل بررسی نشده‌است، و جایی که مشاهدات مستقیم توسط تکه‌های کهکشانی پیش زمینه مانع می‌شود. غبار و ابرها. ما آن را به لطف تأثیر گرانشی آن که در سرعت نمونه‌ای از کهکشان‌ها حک شده‌است، یافته‌ایم».